# Ambigatos
Ambigatos (latinisé en Ambigatus), est un roi du peuple celte des Bituriges Cubes. Tite-Live date son existence vers 600 av. J.-C. On a longtemps cru à une simple existence légendaire mais les plus récentes découvertes archéologiques accréditent son historicité[réf. nécessaire]. Le sens de son nom est « celui qui combat dans les deux sens ».

## Histoire
Selon Tite-Live (seul auteur latin à y faire référence), le roi Ambigatos (ou Ambigat) a deux neveux Bellovesos (ou Bellovèse) et Segovesos (ou Sigovèse), les fils de sa sœur, qu’il envoie à la conquête de nouveaux territoires. Bellovesos prend la direction du sud-est et, dans l’actuelle Italie fonde la cité de Mediolanum (Milan), dont le nom signifie le centre de la plaine. Segovesos, quant à lui, part vers le nord-est et la grande forêt hercynienne.
« Pour ce qui est du passage des Gaulois en Italie, voici ce qu'on en raconte : à l'époque où Tarquin l'Ancien régnait à Rome, la Celtique, une des trois parties de la Gaule, obéissait aux Bituriges, qui lui donnaient un roi. Sous le gouvernement d'Ambigatus, que ses vertus, ses richesses et la prospérité de son peuple avaient rendu tout-puissant, la Gaule reçut un tel développement par la fertilité de son sol et le nombre de ses habitants, qu'il sembla impossible de contenir le débordement de sa population. Le roi, déjà vieux, voulant débarrasser son royaume de cette multitude qui l'écrasait, invita Bellovèse et Ségovèse, fils de sa sœur, jeunes hommes entreprenants, à aller chercher un autre séjour dans les contrées que les dieux leur indiqueraient par les augures : ils seraient libres d'emmener avec eux autant d'hommes qu'ils voudraient, afin que nulle nation ne pût repousser les nouveaux venus. Le sort assigna à Ségovèse les forêts Hercyniennes ; à Bellovèse, les dieux montrèrent un plus beau chemin, celui de l'Italie. Il appela à lui, du milieu de ses surabondantes populations, des Bituriges, des Arvernes, des Éduens, des Ambarres, des Carnutes, des Aulerques ; et, partant avec de nombreuses troupes de gens à pied et à cheval, il arriva chez les Tricastins. Là, devant lui, s'élevaient les Alpes [...]

Pour eux, ils franchirent les Alpes par des gorges inaccessibles, traversèrent le pays des Taurins, et, après avoir vaincu les Étrusques, près du fleuve Tessin, ils se fixèrent dans un canton qu'on nommait la terre des Insubres. Ce nom, qui rappelait aux Éduens les Insubres de leur pays, leur parut d'un heureux augure, et ils fondèrent là une ville qu'ils appelèrent Mediolanum. »
— Tite-Live, Histoire romaine - Livre V, 34.

## Interprétations
À la fin du XIXe siècle et au début du XXe siècle, les historiens ont considéré que le récit de Tite-Live n'avait aucune base historique et que la première invasion celtique en Italie n'était pas antérieure à celle qui est bien attestée au début du IVe siècle av. J.-C. Depuis les années 1970, on a pris conscience de la relative abondance des vestiges archéologiques antérieurs d'origine transalpine en Italie du Nord et les historiens ont aujourd'hui tendance à admettre une date nettement plus haute, pouvant aller jusqu'à la fin du VIIe siècle ou au tout début du VIe siècle, pour les premières arrivées de Celtes dans la plaine du Pô, ce qui redonne beaucoup d'intérêt au texte de Tite-Live.
Le récit livien pourrait trouver sa source dans un mythe fondateur, dont l’origine proviendrait d’un autre peuple celtique, les Insubres, qui occupaient les territoires de l’actuelle Lombardie. Cependant, la recherche a montré l'existence à la charnière du Ve et du IVe siècle av. J.-C. de vastes déplacements de populations gauloises d'ouest en est ayant causé la création de nouveaux établissements dans la péninsule italienne. De plus, l'archéologue Olivier Buchsenschutz a démontré que l'antique Avaricum (Bourges) avait été une ville beaucoup plus importante qu'on ne le croyait, à une époque nettement plus ancienne qu'on ne le supposait, son apogée se situant au Ve siècle av. J.-C. et que brusquement, en un laps de temps très court, la ville se réduisit considérablement et abandonna sa périphérie à l'agriculture. Cet événement est peut-être à rapprocher des faits rapportés par Tite-Live, bien que cet auteur les situe sous Tarquin l'Ancien.
Un rapprochement explicite a été fait avec la pratique migratoire italique du ver sacrum par l'historien gallo-romain Trogue-Pompée.
Il est certain que la migration armée de Bellovèse en Italie ne se situe pas au temps de Tarquin l'Ancien, comme le dit Tite-Live, c'est-à-dire vers 600-580 avant J.C., mais beaucoup plus tard. En effet, au début de la république romaine, vers 500 avant J.C., il y avait dans la plaine du Pô une fédération de douze cités étrusques, appelée "dodécapole padane". Sa capitale était Felsina, nom étrusque, fondée en 534. Aucun texte ne relate à cette époque la présence de Gaulois dans la région. Ce n'est donc que par la suite, quelques dizaines d'années plus tard, que les Gaulois de Bellovèse font irruption en Italie du Nord. Ils repoussent les Étrusques devant le Tessin (à Galliate, près de Novare ?), franchissent la rivière et fondent Milan (Mediolanum) 35 km plus loin. Il semble donc qu'on ne puisse dater cette bataille et la fondation de Milan avant 480 au plus tôt, soit un siècle après le règne de Tarquin. 
Poursuivant leur progression vers le sud-est, pas forcément dans le même mouvement, les Gaulois s'empareront de Felsina qu'ils rebaptisent Bononia, nom celtique (Bologne). Partis de l'Italie du Nord, les Sénons de Brennus prendront Rome vers 390 avant de se fixer sur les bords de l'Adriatique.

## Postérité
Le récit de Tite-Live est repris par l'auteur français Jean-Philippe Jaworski comme base de sa série de romans Rois du monde.